# 圣克里斯托瓦尔-德拉波兰特拉
圣克里斯托瓦尔-德拉波兰特拉，是西班牙卡斯蒂利亚-莱昂莱昂省的一个市镇。 总面积25平方公里，总人口1040人（001年），人口密度42人/平方公里。